# Metro quadrado
O metro quadrado (símbolo: m2) é a unidade padrão de área, que foi adaptada para o Sistema Internacional de Unidades, e é derivada da unidade básica metro. Corresponde à área de um quadrado com 1 metro de lado.
Em agrimensura utilizam-se algumas unidades derivadas do metro quadrado, como o are (equivalente a 100 metros quadrados e a 1 decâmetro quadrado) e o hectare (equivalente a 10 000 metros quadrados e a {\displaystyle 1} hectômetro quadrado).
Um erro comum em cálculos envolvendo áreas é considerar esta medida como uma medida linear; mas esta é uma medida quadrática. Por esse motivo, um quadrado com {\displaystyle 2} m de lado tem uma área de 4 m2 (= 2 m x 2 m).
Exemplo: Um metro quadrado equivale a {\displaystyle 10.000} centímetros quadrados, pelo seguinte motivo: Um metro tem cem centímetros; então multiplicamos a largura pelo comprimento (ou seja, 100 cm x 100 cm), que é igual a 10 000 centímetros quadrados.

## Equivalências

### No Sistema Internacional de Unidades
Um metro quadrado equivale a: 
| {\displaystyle 1.000.000} | mm²             |
| {\displaystyle 10.000}    | cm²             |
| {\displaystyle 100}       | dm²             |
| {\displaystyle 0,01}      | ares ou dam²    |
| {\displaystyle 0,0001}    | hectares ou hm² |
| {\displaystyle 0,000001}  | km²             |

### No Sistema Inglês
1 metro quadrado equivale a:
| {\displaystyle 0,00024710538146717} | acres ({\displaystyle ac})                     |
| {\displaystyle 1,1959900463011}     | jardas quadradas ({\displaystyle yd^{2}})      |
| {\displaystyle 10,76391041671}      | pés quadrados ({\displaystyle {ft}^{2}})       |
| {\displaystyle 1550,0031000062}     | polegadas quadradas ({\displaystyle {in}^{2}}) |

## Prefixos SI aplicado ao metro quadrado
O metro quadrado pode ser utilizado com todos os prefixos oficiais do {\displaystyle SI} usado com o medidor.
Os prefixos oficiais são:
| Prefixo  | Prefixo | Base 10 | Decimal     | Adoção |
| Nome     | Símbolo | Base 10 | Decimal     | Adoção |
| -------- | ------- | ------- | ----------- | ------ |
| quetta   | Q       | 1030    | 1000        | 2022   |
| ronna    | R       | 1027    | 1000        | 2022   |
| yotta    | Y       | 1024    | 1000        | 1991   |
| zetta    | Z       | 1021    | 1000        | 1991   |
| exa      | E       | 1018    | 1000        | 1975   |
| peta     | P       | 1015    | 1000        | 1975   |
| tera     | T       | 1012    | 1000        | 1960   |
| giga     | G       | 109     | 1000        | 1960   |
| mega     | M       | 106     | 1000        | 1873   |
| quilo    | k       | 103     | 1000        | 1795   |
| hecto    | h       | 102     | 100         | 1795   |
| deca     | da      | 101     | 10          | 1795   |
| —        | —       | 100     | 1           | —      |
| deci     | d       | 10−1    | 0,1         | 1795   |
| centi    | c       | 10−2    | 0,01        | 1795   |
| milli    | m       | 10−3    | 0,001       | 1795   |
| micro    | μ       | 10−6    | 0,000001    | 1873   |
| nano     | n       | 10−9    | 0,000000001 | 1960   |
| pico     | p       | 10−12   | 0,000000001 | 1960   |
| femto    | f       | 10−15   | 0,000000001 | 1964   |
| atto     | a       | 10−18   | 0,000000001 | 1964   |
| zepto    | z       | 10−21   | 0,000000001 | 1991   |
| yocto    | y       | 10−24   | 0,000000001 | 1991   |
| ronto    | r       | 10−27   | 0,000000001 | 2022   |
| quecto   | q       | 10−30   | 0,000000001 | 2022   |
| Notas 1. |         |         |             |        |

Os prefixos oficiais aplicado ao metro quadrado {\displaystyle \mathrm {(m^{2})} } são:
| Multiplicação                       | Nome                                                          | Símbolo                                           |                                     | Multiplicação                                                 | Nome                                              | Símbolo |
| {\displaystyle 10^{\text{Unidade}}} | {\displaystyle {\text{nomenclatura}}+{\text{Metro Quadrado}}} | {\displaystyle {\text{Símbolo}}~\mathrm {m^{2}} } | {\displaystyle 10^{\text{Unidade}}} | {\displaystyle {\text{nomenclatura}}+{\text{Metro Quadrado}}} | {\displaystyle {\text{Símbolo}}~\mathrm {m^{2}} } |         |
| {\displaystyle \mathrm {10^{0}} }   | Um Metro quadrado                                             | {\displaystyle \mathrm {m^{2}} }                  | {\displaystyle \mathrm {10^{0}} }   | Um Metro quadrado                                             | {\displaystyle \mathrm {m^{2}} }                  |         |
| {\displaystyle \mathrm {10^{2}} }   | decâmetro quadrado (are)                                      | {\displaystyle \mathrm {{dam}^{2}} }              | {\displaystyle \mathrm {10^{-2}} }  | decímetro quadrado                                            | {\displaystyle \mathrm {{dm}^{2}} }               |         |
| {\displaystyle \mathrm {10^{4}} }   | hectômetro quadrado (hectare)                                 | {\displaystyle \mathrm {{hm}^{2}} }               | {\displaystyle \mathrm {10^{-4}} }  | centímetro quadrado                                           | {\displaystyle \mathrm {{cm}^{2}} }               |         |
| {\displaystyle \mathrm {10^{6}} }   | Quilômetro quadrado                                           | {\displaystyle \mathrm {{km}^{2}} }               | {\displaystyle \mathrm {10^{-6}} }  | milímetro quadrado                                            | {\displaystyle \mathrm {{mm}^{2}} }               |         |
| {\displaystyle \mathrm {10^{12}} }  | megametro quadrado                                            | {\displaystyle \mathrm {Mm^{2}} }                 | {\displaystyle \mathrm {10^{-12}} } | micrômetro quadrado                                           | {\displaystyle {\text{µ}}\mathrm {m} ^{2}}        |         |
| {\displaystyle \mathrm {10^{18}} }  | gigametro quadrado                                            | {\displaystyle \mathrm {{Gm}^{2}} }               | {\displaystyle \mathrm {10^{-18}} } | nanômetro quadrado                                            | {\displaystyle \mathrm {{nm}^{2}} }               |         |
| {\displaystyle \mathrm {10^{24}} }  | terametro quadrado                                            | {\displaystyle \mathrm {{Tm}^{2}} }               | {\displaystyle \mathrm {10^{-24}} } | picômetro quadrado                                            | {\displaystyle \mathrm {pm^{2}} }                 |         |
| {\displaystyle \mathrm {10^{30}} }  | petametro quadrado                                            | {\displaystyle \mathrm {Pm^{2}} }                 | {\displaystyle \mathrm {10^{-30}} } | femtômetro quadrado                                           | {\displaystyle \mathrm {fm^{2}} }                 |         |
| {\displaystyle \mathrm {10^{36}} }  | exametro quadrado                                             | {\displaystyle \mathrm {Em^{2}} }                 | {\displaystyle \mathrm {10^{-36}} } | attômetro quadrado                                            | {\displaystyle \mathrm {am^{2}} }                 |         |
| {\displaystyle \mathrm {10^{42}} }  | zettametro quadrado                                           | {\displaystyle \mathrm {Zm^{2}} }                 | {\displaystyle \mathrm {10^{-42}} } | zeptômetro quadrado                                           | {\displaystyle \mathrm {zm^{2}} }                 |         |
| {\displaystyle \mathrm {10^{48}} }  | yottametro quadrado                                           | {\displaystyle \mathrm {Ym^{2}} }                 | {\displaystyle \mathrm {10^{-48}} } | yoctômetro quadrado                                           | {\displaystyle \mathrm {ym^{2}} }                 |         |

## Transformação
Para transformar metros quadrados em centímetros quadrados, multiplicamos o número do metro quadrado por {\displaystyle 10.000}. 
Exemplo: Para saber os centímetros quadrados de um terreno de quinhentos metros quadrados, multiplicamos por {\displaystyle 10.000}. Fica assim: {\displaystyle 500\times 10.000}, que é igual a {\displaystyle 5.000.000} de centímetros quadrados.